# Кашина Барера (Милано)
Кашина Барера је насеље у Италији у округу Милано, региону Ломбардија.
Према процени из 2011. у насељу је живело 20 становника. Насеље се налази на надморској висини од 144 м.